# Nippon Suisan Kaisha
Nippon Suisan Kaisha Ltd (日本水産株式会社, Nippon Suisan Kabushiki-gaisha), plus communément appelée sous le nom Nissui, est une société nippone qui produit des fruits de mer, basée au Japon. En 2013, elle dispose de 61 filiales et 44 sociétés associées à travers le Japon, l'Australie, la Nouvelle-Zélande, l'Asie, l'Europe et l'Amérique du Nord et du Sud pour un chiffre d'affaires s'élevant en 2014 à 604,25 milliards de dollars et un résultat net de 5,02 milliards de dollars.